# Гамер
«Га́мер» (англ. Gamer — «геймер») — дебютный полнометражный фильм украинского режиссёра Олега Сенцова. Снят на русском и украинскoм языках. Рассказывает о юном геймере Алексее, живущем с матерью в Симферополе.
Премьера картины состоялась 28 января 2012 году на Международном кинофестивале в Роттердаме. По мнению Наталии Венжер: «Пусть без призов, но само участие в конкурсе этого главного артхаусного фестиваля Европы для начинающего режиссёра дорогого стоит».
В 2012 году участвовал в конкурсе Кинофестиваля центральной и восточной Европы в немецком городе Висбаден. Никаких наград не получил, но получил положительный отзыв кинокритика Зары Абдуллаевой.
Отмечен премией Гильдии киноведов и кинокритиков России на фестивале «Дух огня» в Ханты-Мансийске.

## Сюжет
Главный герой фильма — подросток Лёша по прозвищу Косс — увлечённый игрок в компьютерные игры, проводящий всё время в специализированных клубах. За своей страстью он почти не обращает внимания на окружающих: ни на свою мать, огорчённую тем, что сын бросил учёбу, ни на девушку Катю, влюблённую в него; ни на друзей. В среде профессиональных геймеров Лёша слывёт одним из лучших, за ним победы во многих соревнованиях. В стремлении стать лучшим из лучших он отправляется на международный геймерский турнир в Лос-Анджелес, но занимает только второе место. Вернувшись домой, Лёша избавляется от своих игровых приспособлений.

## В ролях
- Владислав Жук — Лёша Косс
- Александр Федотов — Бур
- Жанна Бирюк — мать Лёши